# Naracoorte
Naracoorte je naselje na sjeverozapadu australske pokrajine Južna Australija (Federalna pokrajina Barker), oko 336 km jugositočno od Adelaidea i 100 km sjeverno od Planine Gambier, na Autoputu Riddoch (A66). God. 2006., imalo je 4.888 stanovnika. 
Naracoorte je najpoznatije po Špiljama Naracoortea koje su nacionalni park od 3,05 km² u kojem se nalazi 26 špilja u kojima je pronađena velika kolekcija fosila drevnih sisavaca, ptica i reptila iz oligocena i miocena. Naime, ove životinje su često upadale u ove otvore i kako nisu mogle izaći ugibale su tvoreći neobične skupine kostiju. Njihovi fosili su sačuvani tako što se erozijom tlo presulo preko njihovih kostiju, na nekim mjestima i do 20 metara visine. Ovaj lokalitet je nezaobilazan u istraživanju razvoja australskih životinja tijekom kenozoika (posljednjih 65 milijuna godina). Zbog toga je ovo područje, zajedno s vapnenačkim fosilima u Riversleighu, upisano na UNESCO-ov popis mjesta svjetske baštine u Australiji i Oceaniji 1994. godine.
Danas su pretvorene u najmoderniji paleontološki muzej s mnogo atraktivnih izložaka i multimedijalnih postava, te s auto kampom i spavaonicama za grupne obilaske.
- Ulaz u NP špilje Naracoorte
- NP Špilje Naracoortea
- Špilja Naracoortea
- Diprotodon
- Leipoa gallinacea
- Izumrli udav Wonambi kako napada pretka Tasmanskog tigra, Tylacoleoa

## Vanjske poveznice
- Naracoorte  Arhivirana inačica izvorne stranice od 4. lipnja 2011. (Wayback Machine) (engl.) Posjećeno 9. travnja 2011.

### Ostali projekti
|  | Zajednički poslužitelj ima još gradiva o temi Nacionalni park špilje Naracoortea |